# ملعب بارك ستاد ليمبورغ
ملعب بارك ستاد ليمبورغ (تنطق بالهولندية: [ˈpɑrkstɑt ˈlɪmbʏrx ˌstaːdijɔn]) هو ملعب لكرة القدم في كيركراده، تم الانتهاء منه في عام 2000. يتسع في الوقت الحاضر لـ19979 مقعدًا ، تم افتتاح الملعب رسميًا في 15 أغسطس 2000 بمباراة ودية بين رودا كيركراده وريال سرقسطة.

## التسمية
يعود اسم استاد بارك ستاد ليمبورغ إلى المنطقة التي تم بناؤها فيها، بارك ستاد. تم دفع تكاليف ملعب بارك ستاد ليمبورغ جزئيًا من قبل أكبر بلديتين في تلك المنطقة، هيرلين وكيركراده التي تمتلك الملعب حالياً.

## التاريخ
كانت هناك بالفعل خطط لإنشاء ملعب كرة قدم جديد خلال موسم 1993-1994. في البداية ، كان نادي رودا كيركراده يأمل في بناء ملعب جديد في بداية موسم 1996-1997. بسبب الخلافات بين بلديتي هيرلين وكيركراده حول موقع الملعب، كان على نادي رودا كيركراده الاستمرار في لعب مبارياتها في منتزه بلدية كالهيد الرياضي، الذي لم يعد يلبي المتطلبات الحديثة.
الملعب الجديد الذي صممه المهندس المعماري يان دوتزنبرج. كان من المقرر بناء الملعب في منطقة دي لوخت الصناعية في كيركراده. في يونيو 1999، بعد ست سنوات من الإعلان عن خطط الإنشاء، سُمح للنادي أخيرًا بالبدء في البناء.
تم الإعلان عن اسم الملعب في فبراير 2000: ملعب بارك ستاد ليمبورغ. تم الانتهاء من الاستاد الجديد في صيف عام 2000.

## صور

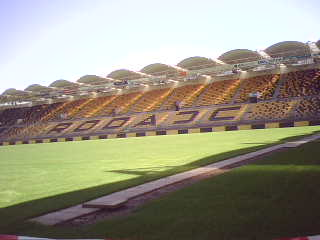
دداخل المعب في يوليو 2008
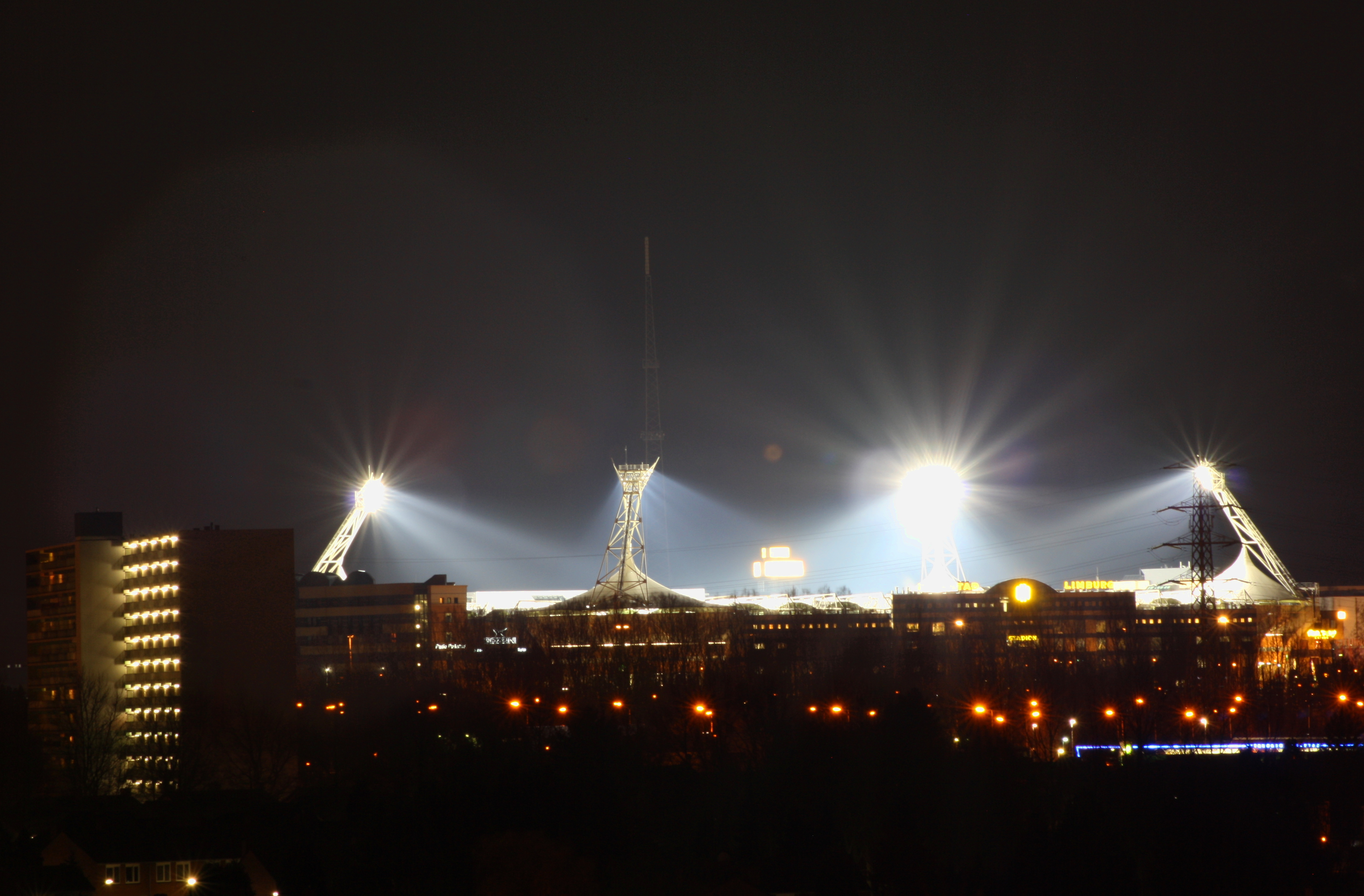
ملعب بارك ستاد ليمبورغ تحت الأضواء الكاشفة في مارس 2010
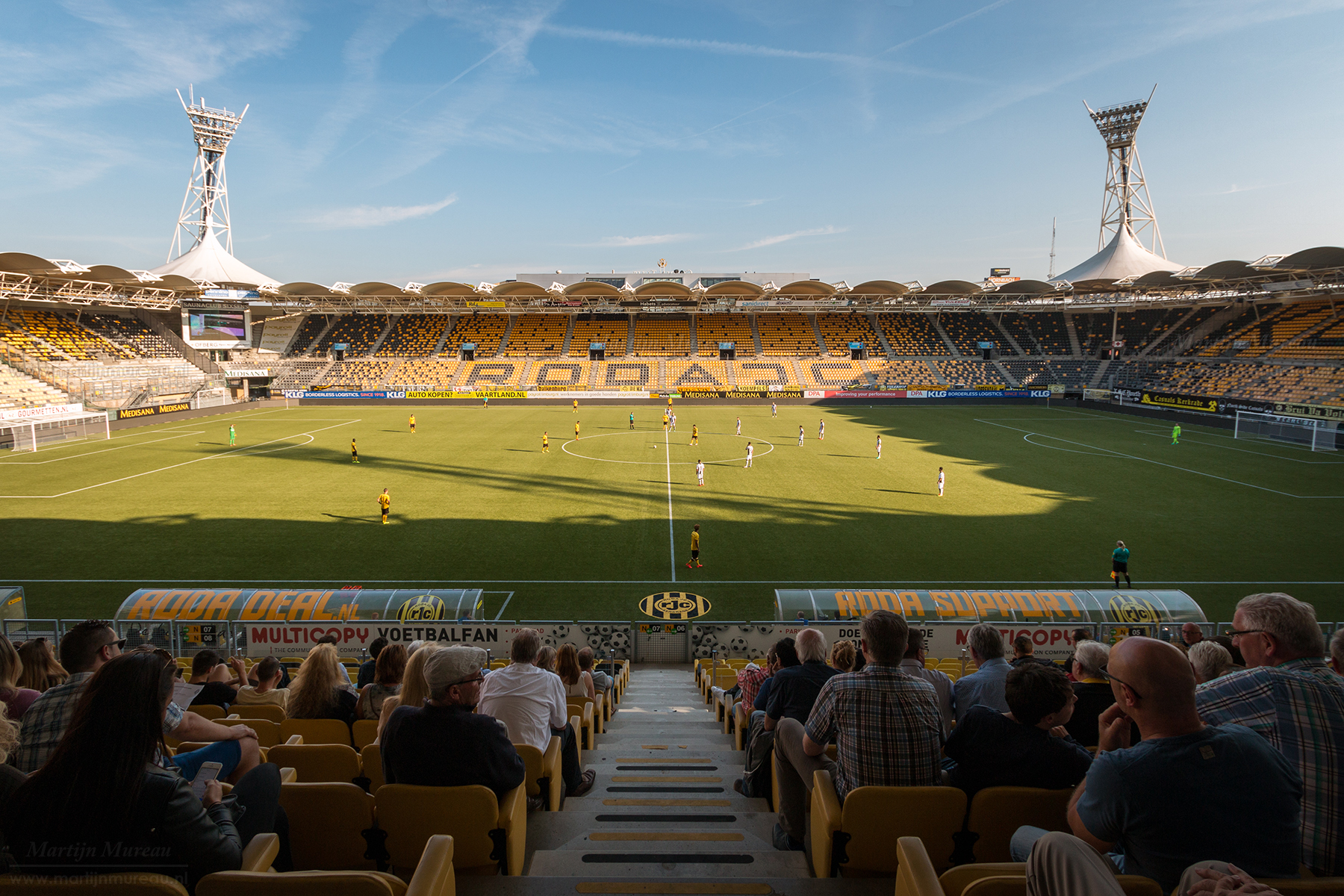
ملعب بارك ستاد ليمبورغ في أغسطس 2016